# Generaal der Infanterie
Generaal der Infanterie (Duits: General der Infanterie) was een rang in het Pruisische leger, het Duitse keizerlijke leger en de Wehrmacht, het leger van nazi-Duitsland. Een generaal der Infanterie was het equivalent van een drie-sterrengeneraal in het Britse leger en het Amerikaanse leger. Hij voerde het bevel over een korps of een leger.  Hij was hoger in rang dan een luitenant-generaal en lager dan een kolonel-generaal, een rang die in het Nederlandse leger niet voorkomt.
De eerste generaal der Infanterie was Karl Georg Friedrich von Flemming (1705–1767) in het Saksische leger. In 1994 stierf Erich Buschenhagen (1895-1994) als laatste generaal der Infanterie uit de Tweede Wereldoorlog.
Generaals werden in Duitsland altijd met hun wapen in verband gebracht, zo was er een
- generaal der Artillerie (General der Artillerie)
- generaal der Cavalerie (General der Kavalerie)

Het Derde Rijk breidde de rangen uit met een
- generaal der Pantsertroepen (General der Panzertruppe)
- generaal der Genie-troepen (General der Pioniere)
- generaal der Verbindingstroepen (General der Nachrichtentruppe)
- generaal der Bergtroepen (General der Gebirgstruppe)
- generaal der Parachutisten (General der Fallschirmtruppe)

## Bundeswehr
In de Bundeswehr, het huidige Duitse leger, is een generaal der Infanterie geen rang, maar een functie. De Kommandeur der Infanterieschule in Hammelburg is een brigadegeneraal, die verantwoordelijk is voor de opleiding van de infanterie-eenheden.